# Baugh Fell
Baugh Fell ist ein Berg in Cumbria, England. Der Berg liegt heute in Cumbria, gehörte aber bis 1974 zur West Riding of Yorkshire und liegt heute im Yorkshire-Dales-Nationalpark. Der Berg hat eine Höhe von 678 m und eine Schartenhöhe von 260 m.

## Topographie
Baugh Fell wird im Westen von der Dent Fault und dem Clough River und im Osten vom Tal des River Rawthey begrenzt. Das Gipfelplateau hat die Form des Buchstabens „L“, ist 4 km lang und verläuft in Nord-Süd-Richtung. Der höchste Punkt des weitläufigen Plateaus ist der Tarn Rigg Hill im Südosten des Plateaus. Ein trigonometrischer Punkt befindet sich am Knoutberry Haw (Ordnance Survey (OS) Grid Reference SD731919). Das südöstliche Ende des Baugh Fell wird auch als East Baugh Fell bezeichnet.
Am nördlichen Ende des Plateaus liegt der West Baugh Fell Tarn (OS Grid Reference SD730937). Nördlich des Tarn Rigg Hill, in dessen unmittelbarer Nähe, befinden sich fünf kleine Seen die East Tarns. Im westlichsten der East Tarns entspringt der Rawthey Gill ein Quellfluss des River Rawthey. Der Grisedale Beck, ein Zufluss des Clough River entsteht ebenfalls an der Nordseite des Berges. Alle sind Zuflüsse des River Lune.
Der Berg kann von verschiedenen Seiten auf der Grundlage des Countryside and Rights of Way Act 2000 bestiegen werden.